# Julie Hendrickx Devos
Julie Hendrickx Devos (1977) is een Belgisch bestuurder. Sinds 2025 is ze voorzitter van Beweging.net, het netwerk van sociale organisaties dat ontstaan is uit de vroegere christelijke arbeidersbeweging ACW.

## Levensloop
Julie Hendrickx Devos werd geboren in India. In 1980 werd ze geadopteerd en kwam ze naar België. Ze is een nicht van missiezuster Jeanne Devos, die zich in India inzette voor vrouwen- en mensenrechten. Hendrickx Devos publiceerde in 2019 een biografie van haar tante en is ambassadeur van haar organisatie National Domestic Workers Movement en bestuurder van het Zuster Jeanne Devos Fonds voor Kinderrechten.
Ze werkte bijna 20 jaar als leerkracht aan het Heilig Hartinstituut in Heverlee en maakte in 2020 de overstap naar de bediendenvakbond ACV Puls. Begin 2025 werd ze provinciaal directeur voor de regio Vlaams-Brabant en Brussel bij Beweging.net. In juni van dat jaar volgde ze Peter Wouters op als voorzitter.
Hendrickx Devos is in Lubbeek afdelingsvoorzitter, in Vlaams-Brabant regiovoorzitter van Vrouw & Maatschappij en lid van de provinciale en nationale partijraden van CD&V, en bestuurder van Femma.